# Waldemar Michowicz

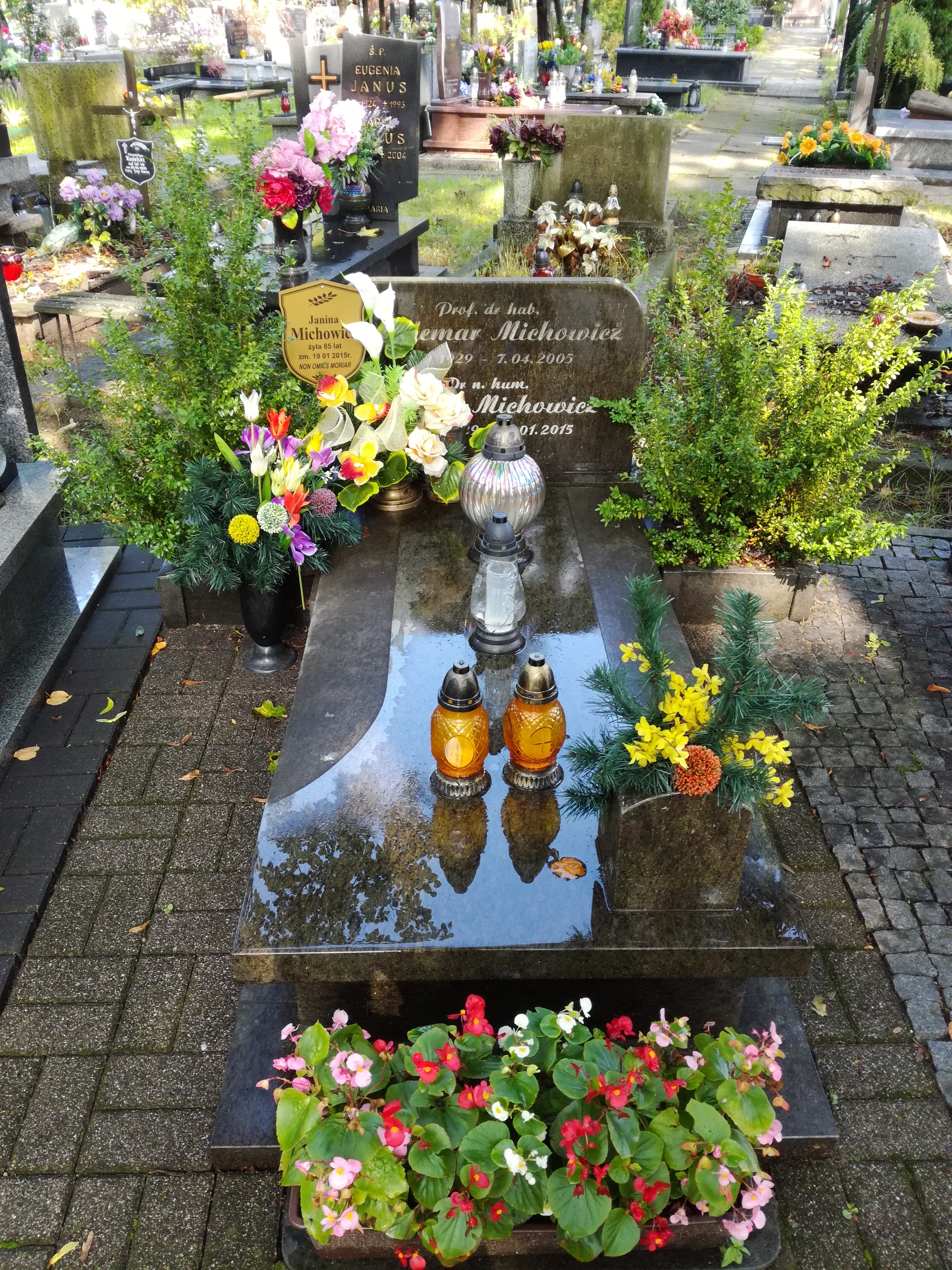
Grób Waldemara Michowicza na cmentarzu komunalnym Doły

Waldemar Franciszek Michowicz (ur. 10 września 1929 w Jaśle, zm. 7 kwietnia 2005 w Łodzi) – polski historyk, profesor Uniwersytetu Łódzkiego.

## Życiorys

### Edukacja i młodość
Ukończył szkołę podstawową oraz dwie klasy gimnazjum w Jaśle. W 1946 r. przeniósł się wraz z rodziną do Świdnicy, gdzie uczęszczał do Liceum im. Jana Kasprowicza. Od 1949 r. studiował na Wydziale Humanistycznym Wyższej Szkoły Pedagogicznej w Łodzi. Po uzyskaniu w 1952 r. dyplomu nauczyciela otrzymał nakaz pracy w szkole podstawowej w Opocznie. Rok później podjął studia magisterskie na Wydziale Filozoficzno-Historycznym Uniwersytetu Łódzkiego

### Działalność naukowa
W 1955 r. został zatrudniony na stanowisku asystenta w Katedrze Historii Powszechnej Instytutu Historii UŁ. W 1962 r. obronił rozprawę doktorską pt. Wypowiedzenie przez Polskę traktat o ochronie praw mniejszości narodowych w Lidze Narodów w 1934 r. pod kierunkiem prof. Józefa Dutkiewicza. W latach 1965–1966 przebywał jako stypendysta w Institut Universitaire des Hautes Etudes Internationales w Genewie. Habilitował się w 1984 r. na podstawie monografii Genewska Konferencja Rozbrojeniowa (1932–1937) a dyplomacja polska. W 1987 r. otrzymał tytuł profesora nadzwyczajnego. Profesorem zwyczajnym został w 1990 r.
Był wicedyrektorem Instytutu Historii (1973–1975), dziekanem Wydziału Filozoficzno-Historycznego (1975–1981), kierownikiem Katedry Historii Powszechnej Nowożytnej i Najnowszej (1981–1994), prorektorem ds. współpracy międzynarodowej (1990–1993) oraz dyrektorem Instytutu Studiów Międzynarodowych (1994–2000) Uniwersytetu Łódzkiego. W 1982 r. doprowadził do powstania Centrum Badań nad Pokojem przy Uniwersytecie Łódzkim, którego został kierownikiem, a po śmierci patronem. Uczestniczył w XIII i XIV Międzynarodowym Kongresie Nauk Historycznych w Moskwie (1970) i Stuttgarcie (1985). Zasiadał w Radzie Archiwalnej przy Ministerstwie Edukacji Narodowej. Od 1975 r. wchodził w skład Komitetu Redakcyjnego kwartalnika Dzieje Najnowsze. W 1987 r. stanął na czele Komitetu Redakcyjnego półrocznika "Polish Peace Research Studies", wydawanego przez Oddział Polskiej Akademii Naukw Łodzi.

### Działalność społeczna
W 1952 r. został członkiem Związku Nauczycielstwa Polskiego. Sprawował funkcję wiceprezesa Rady Zakładowej ZNP w Uniwersytecie Łódzkim (1969–1973), wiceprezesa Zarządu Okręgu ZNP w Łodzi (1972–1974), członka Sekcji Nauki Zarządu Głównego (1972–1980), wiceprezesa ZG ZNP (1976–1980). Był przedstawicielem ZNP w Światowej Federacji Pracowników Nauki, członkiem jej Rady Wykonawczej (1976–1981, 1983–1994), przewodniczącym Komitetu Rozbrojeniowego ŚFPN (1991–1994). Od 1981 r. był wiceprezesem Zarządu Głównego Polskiego Towarzystwa Przyjaciół ONZ. W latach 1980–1985 był członkiem Rady Naczelnej Towarzystwa Łączności z Polonią Zagraniczną „Polonia”.
Pochowany na cmentarzu komunalnym Doły w Łodzi.

## Członkostwo w organizacjach naukowych
- Polska Akademia Umiejętności – członek korespondent od 1996 r.
- Polskie Towarzystwo Historyczne
- Łódzkie Towarzystwo Naukowe
- Komitet Nauk Historycznych i Komitet Nauk Politycznych Polskiej Akademii Nauk

## Odznaczenia i nagrody
- Krzyż Kawalerski Orderu Odrodzenia Polski (1975)
- Złoty Krzyż Zasługi (1970)
- Medal Komisji Edukacji Narodowej (1975)
- Nagroda Miasta Łodzi (2001[1][7])

## Wybrane publikacje
- Stany Zjednoczone Ameryki Północnej, Warszawa: Państwowe Zakłady Wydawnictw Szkolnych 1959.
- Ruchy wyzwoleńcze w krajach Azji 1850–1914: Indie, Chiny, Japonia, Warszawa: Państwowe Zakłady Wydawnictw Szkolnych 1960.
- Walka dyplomacji polskiej przeciwko traktatowi mniejszościowemu w Lidze Narodów w 1934 roku, Łódź: Łódzkie Towarzystwo Naukowe – Wrocław: Zakład Narodowy im. Ossolińskich 1963.
- Trzydziesta rocznica powstania PPR: materiały z sesji naukowej, red. Waldemar Michowicz, Łódź: Okręgowy Ośrodek Metodyczny m. Łodzi 1972.
- Walka ZSRR o rozbrojenie w okresie międzywojennym, Warszawa: Zakład Historii Stosunków Polsko-Radzieckich PAN 1972.
- Międzynarodowa sytuacja Europy w przededniu II wojny światowej, Warszawa: GKBZH 1979.
- Wczoraj, dziś i jutro Łodzi : materiały sesji naukowej wyższych uczelni [Łódź, 27–28 maja] (1974 r.), pod red. Waldemara Michowicza, Łódź: UŁ1979.
- Genewska Konferencja Rozbrojeniowa (1932–1937) a dyplomacja Polska, Łódź: Uniwersytet Łódzki 1984.
- "Polish Peace Research Studies: a semi-annual journal", t. 1–2, red. Waldemar Michowicz, Wrocław – Łódź 1988–1989.
- Genewska Konferencja Rozbrojeniowa 1932–1937 a dyplomacja polska, Łódź: Wydaw. Łódzkie 1989.
- (współautorzy: Henryk Batowski, Adam Zamoyski), Działalność dyplomatyczna i polityczna Edwarda Raczyńskiego: w stulecie urodzin, Łódź: PAN. Oddział 1994.
- Historia dyplomacji polskiej (połowa X-XX w.), t. 5: 1939–1945, pod red. Waldemara Michowicza, Warszawa: PWN 1999.
- Historia dyplomacji polskiej X-XX w., pod red. Gerarda Labudy i Waldemara Michowicza, Warszawa: Wydaw. Sejmowe – Kancelaria Sejmu 2002.
- The history of Polish diplomacy X-XX c., eds Gerard Labuda, Waldemar Michowicz, Warsaw: The Sejm Publishing Office 2005.
- Laureaci Pokojowej Nagrody Nobla, pod red. Waldemara Michowicza i Roberta Łosia, Łódź: Polska Akademia Nauk. Oddział 2008.
- Ze studiów nad brytyjską polityką zagraniczną XX wieku, pod red. Waldemara Michowicza, Roberta Łosia, Przemysława Żurawskiego vel Grajewskiego, Łódź: Wydawnictwo Uniwersytetu Łódzkiego 2009.
- Historia dyplomacji polskiej (połowa X-XX w.), t. 6: 1944/1945–1989, pod red. Wojciecha Materskiego i Waldemara Michowicza, Warszawa: Polski Instytut Spraw Międzynarodowych 2010.
- United Nations Organisation and the international security system, ed. by Waldemar Michowicz, Janusz Symonides, Robert Łoś, transl. Anna Grudzińska, Krystyna Krzemińska, Łódź: Wydawnictwo Uniwersytetu Łódzkiego 2010.